# Bråtsjön
För sjöar med snarlika namn, se Bråtasjön
Bråtsjön är en sjö i Kils kommun i Värmland och ingår i Göta älvs huvudavrinningsområde. Sjön är 5 meter djup, har en yta på 1,14 kvadratkilometer och är belägen 78,5 meter över havet. Sjön avvattnas av vattendraget Lerbodaälven. Vid provfiske har bland annat abborre, braxen, gers och gädda fångats i sjön.

## Delavrinningsområde
Bråtsjön ingår i det delavrinningsområde (660592-134636) som SMHI kallar för Utloppet av Bråtsjön. Medelhöjden är 109 meter över havet och ytan är 16,44 kvadratkilometer. Räknas de 7 avrinningsområdena uppströms in blir den ackumulerade arean 56,04 kvadratkilometer. Lerbodaälven som avvattnar avrinningsområdet har biflödesordning 4, vilket innebär att vattnet flödar genom totalt 4 vattendrag innan det når havet efter 317 kilometer. Avrinningsområdet består mestadels av skog (53 procent), öppen mark (17 procent) och jordbruk (17 procent). Avrinningsområdet har 1,15 kvadratkilometer vattenytor vilket ger det en sjöprocent på 7 procent.

## Fisk
Vid provfiske har följande fisk fångats i sjön:
- Abborre
- Braxen
- Gärs
- Gädda
- Löja
- Mört
- Ruda
- Sarv